# Liste der Bodendenkmäler in Lautrach
Auf dieser Seite sind die Bodendenkmäler in der schwäbischen Gemeinde Lautrach zusammengestellt. Diese Tabelle ist eine Teilliste der Liste der Bodendenkmäler in Bayern. Grundlage ist die Bayerische Denkmalliste, die auf Basis des Bayerischen Denkmalschutzgesetzes vom 1. Oktober 1973 erstmals erstellt wurde und seither durch das Bayerische Landesamt für Denkmalpflege geführt wird. Die folgenden Angaben ersetzen nicht die rechtsverbindliche Auskunft der Denkmalschutzbehörde.

## Bodendenkmäler der Gemeinde Lautrach

### Bodendenkmäler in der Gemarkung Lautrach
| Lage                | Objekt | Akten-Nr.     | Bild |
| ------------------- | --- | ------------- | ---- |
| Lautrach (Standort) | Burgstall des Mittelalters und Schloss des Mittelalters und der frühen Neuzeit.                                       | D-7-8026-0046 |      |
| Lautrach (Standort) | Burgstall des Mittelalters.                                                                                           | D-7-8126-0001 |      |
| Lautrach (Standort) | Hofwüstung der frühen Neuzeit.                                                                                        | D-7-8126-0002 |      |
| Lautrach (Standort) | Befestigung vor- und frühgeschichtlicher Zeitstellung.                                                                | D-7-8126-0019 |      |
| Lautrach (Standort) | Mittelalterliche und frühneuzeitliche Befunde im Bereich der Katholischen Pfarrkirche St. Peter und Paul in Lautrach. | D-7-8126-0024 |      |

### Bodendenkmäler in der Gemarkung Legau
| Lage             | Objekt                     | Akten-Nr.     | Bild |
| ---------------- | -------------------------- | ------------- | ---- |
| Legau (Standort) | Siedlung des Neolithikums. | D-7-8126-0004 |      |

### Bodendenkmäler unbekannter Gemarkung
| Lage       | Objekt                                  | Akten-Nr.     | Bild |
| ---------- | --------------------------------------- | ------------- | ---- |
| (Standort) | Villa rustica der römischen Kaiserzeit. | D-7-8026-0025 |      |